# Réserve naturelle des Pays-d'en-Haut
La réserve naturelle des Pays-d'en-Haut est une aire naturelle protégée de la municipalité de Sainte-Adèle, reconnue depuis 2012. 

## Géographie
« Cette réserve naturelle, d'une superficie totale de 20,75 ha, est composée de trois secteurs distincts, soit celui du boisé Marie-Bernard-Du Haut-Cilly, celui du boisé Claude-Henry et celui de la baissière du Lac-Rond. L'ensemble de l'aire protégée se trouve dans la ville de Sainte-Adèle dans les Laurentides. »

## Désignation officielle
« Cette désignation de Réserve naturelle, conférée par le Gouvernement du Québec protègera à perpétuité plusieurs milieux naturels d’intérêt écologique, dont la source du lac Rond à proximité du terrain du Chantecler, pour le bénéfice de la collectivité et des générations futures. »
La reconnaissance fut publiée dans la Gazette officielle du Québec, le 16 mai 2012.